# Werner Knoll
Werner Knoll (* 30. April 1896 in Berlin; † 4. Oktober 1967 in Würzburg) war ein deutscher Apotheker und Chemiker, Militärbeamter der Reichswehr und der Wehrmacht im Zweiten Weltkrieg. Sein letzter Dienstgrad war der eines Generalapothekers.

## Leben
Werner Alfred Hermann Knoll, Sohn des Bäckermeisters Heinrich Knoll und seiner Ehefrau Hedwig, geb. Wolfram, machte 1914 am Kaiser-Wilhelm-Realgymnasium zu Berlin Abitur und nahm als Kriegsfreiwilliger am Ersten Weltkrieg teil. Bei Kriegsende war er im Dienstgrad eines Leutnants Führer einer MG-Kompanie.
Nach dem Krieg begann Knoll an der Simons-Apotheke in Berlin eine Ausbildung und legte 1920 die pharmazeutische Vorprüfung ab. 1921 nahm er das Pharmazie-Studium an der Friedrich-Wilhelm-Universität zu Berlin auf, wo er 1923 sein Staatsexamen als Apotheker bei Hermann Thoms ablegte.  Anschließend absolvierte Knoll ein Chemiestudium, das er 1924 mit der Verbandsprüfung (Diplom-Chemiker) abschloss. Von 1923 bis 1927 war er wissenschaftlicher Mitarbeiter am Ersten Chemischen Institut der Universität in Berlin, am Kaiser-Wilhelm-Institut für Physikalische und Elektro-Chemie, an der Preußischen Landesanstalt für Wasser-, Boden- und Lufthygiene und an der Preußischen Landesanstalt für Arzneimittel-, Lebensmittel- und Gerichtliche Chemie. 1926 wurde er bei Hans Pringsheim zum Dr. phil. mit einer Arbeit "Über die Konstitution des Lichenins" promoviert. 1927 legte er an der Technischen Hochschule Berlin bei Adolf Juckenack sein Staatsexamen als Lebensmittelchemiker ab.
Anschließend trat Knoll als Heeres-Pharmazeut der Reichswehr bei. Von 1927 bis 1933 fungierte er als Vorstand der Chemischen Untersuchungsanstalt des Gruppenkommandos I in Berlin. Von 1933 bis 1936 hatte er die Funktion des Wehrkreis-Apothekers im Wehrkreis III inne. 1936 stieg Knoll, unter Ernennung zum Oberfeldapotheker, zum Chef der Heerespharmazie bei der Heeres-Sanitäts-Inspektion im Oberkommando des Heeres (OKH) auf und war damit verantwortlich für den gesamten wehrpharmazeutischen Bereich: die Unterhaltung von Sanitätsparks und chemischen Untersuchungsstellen, die Herstellung und Organisation von Sanitätsmaterial (Arzneimittel, Verbandmittel, Sanitäts- und Transportgerät), die Bearbeitung aller Personalangelegenheiten des pharmazeutischen Dienstes u. a. 1937 erfolgte seine Beförderung zum Oberstapotheker sowie die Ernennung zum Ministerialrat. Am 1. Oktober 1944 wurde Knoll als einziger Angehöriger der Wehrmacht in den Rang eines Generalapothekers befördert, er hatte damit zugleich den Status eines Ministerialdirigenten inne.
Im April 1945 kam Knoll in Kriegsgefangenschaft, aus der er im Juli desselben Jahres entlassen wurde. Von 1945 bis 1949 war er Industrieapotheker bei Dr. Benöhr Chemie in Bad Segeberg und bei Curta & Co. in Mayen und Weilheim in Oberbayern. 1949 eröffnete er mit Dr. Hans Budde in Würzburg die Phönix-Apotheke, die er seit 1952 allein führte. Von 1954 bis 1965 war er Pharmazierat (Ehrenbeamter) an der Regierung von Unterfranken, von 1956 bis 1958 Lehrbeauftragter für pharmazeutische Gesetzeskunde an der Universität Würzburg und von 1957 bis 1967 Delegierter bei der Bayerischen Landes-Apothekerkammer.
Im Jahr 1966 wurde Knoll das Bundesverdienstkreuz am Bande verliehen.

## Werk
- Werner Knoll: Über die Konstitution des Lichenins. Berlin: Preuss. Druckerei- u. Verlags-Aktiengesellschaft 1926. (Diss. Friedrich-Wilhelm-Universität, Berlin 1926).
- Werner Knoll: Der Apotheker und sein Dienst im Heere. In: Deutsche Apotheker Zeitung 51 (1936), S. 1834–1835.